# Дејан Ђенић
Дејан Ђенић (Чачак, 2. јуна 1986) српски је фудбалер који тренутно наступа за ФАП.

## Трофеји и награде
Јагодина
- Куп Србије : 2012/13.[10]